# Ryū Fujisaki
Ryū Fujisaki (藤崎 竜 'Fujisaki Ryū'?, nacido el 10 de marzo de 1971) es un mangaka japonés. Nació en mutsu, en la prefectura de Aomori. 
Ryu ganó la trigésima novena y la cuadragésima versión del Tezuka Award. Hizo su debut profesional con el trabajo llamado WORLDS en el año 1990. Fujisaki es más conocido por el manga Hōshin Engi.

## Trabajos
Sus otros trabajos son: Psycho+, Dramatic Irony, Worlds, Sakuratetsu Taiwahen, Waqwaq, más recientemente Shiki, el cual está basado en la novela de Ono Fuyumi.
- Datos: Q1191493